# Mirnik
Mirnik je priimek več znanih Slovencev:
- Bogdan Mirnik, letalec (AK Celje-predvojni)
- Cveta Mirnik (1951—2021), kostumografinja
- Franc Mirnik - Haklc (1937—1972), učitelj letenja, upravnik letalske šole [ALC Lesce-Bled]
- Irena Mirnik Prezelj (1955—2018), arheologinja, primerjalna jezikoslovka
- Janko (Ivan) Mirnik (1929—2021), alpinist, gorski reševalec, planinski delavec
- Mirko Mirnik (1917—1999), kemik; Mirko Mirnik ml. (1942–2005)
- Nada Mirnik Trtnik, psihoterapevtka